# Autocromia

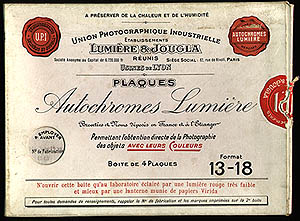
Scatola di lastre Autochrome, con anno di scadenza 1923

L'autocromia (o autochrome) è un procedimento di fotografia a colori basato sulla sintesi additiva, brevettato il 17 dicembre 1903 dai fratelli Lumière o più precisamente dalla "Société Anonyme des Plaques et Papières photographiques A. Lumière et ses Fils" (Società anonima di lastre e carte fotografiche A. Lumière e figli).
È stato scritto che nelle autochrome di inizio Novecento è evidente «il gusto per le composizioni e i colori di scuola impressionista» e come esempio viene presa      l'immagine  di Auguste e Louis Lumière La ragazza e i lillà.
Introdotta sul mercato nel 1907, rivoluzionò il campo della fotografia a colori e diventò ben presto popolare, nonostante il costo e la complicazione. All'autocromia si devono in particolare numerose fotografie a colori della prima guerra mondiale.

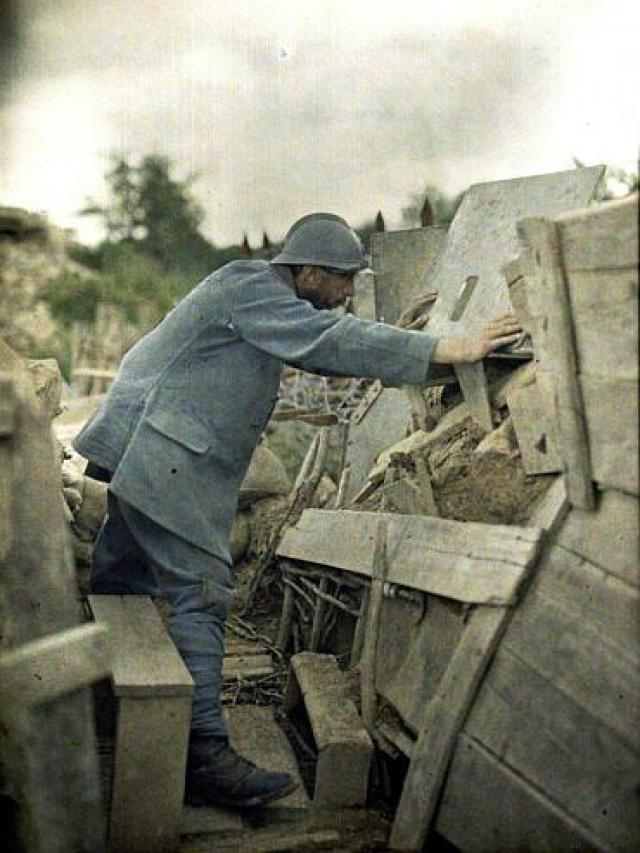
Autocromia scattata durante la prima guerra mondiale

## Storia
Il 30 maggio 1904 Louis Lumière presentò l'autocromia all'Accademia francese delle scienze. Gabriel Veyre realizzò le prime autocromie in Marocco.
A partire dal 1907, anno della commercializzazione dell'autocromia, il sistema ha successo in Francia e all'estero. La ditta Lumière produce 6.000 lastre Autochrome al giorno, per un totale di 50 milioni.
Albert Kahn, banchiere filantropo francese, dal 1909 invia fotografi in una cinquantina di paesi allo scopo di costituire gli "Archivi del pianeta".
Con la nascita del Kodachrome (1935) e dell'Agfacolor (1936), l'autocromia viene progressivamente abbandonata.

## Procedimento
Il principio su cui si basava era quello della sintesi additiva spaziale, poiché i colori che apparivano sulla lastra autocroma erano ottenuti grazie a un mosaico di piccolissimi filtri costituiti da granelli di fecola di patate colorati in verde, blu-violetto e arancione. Questi granelli venivano stesi su un supporto di vetro in uno strato sottilissimo, in modo che non si sovrapponessero, ma risultassero giustapposti. Gli interstizi venivano poi riempiti con nerofumo. Sullo strato di granelli di fecola veniva poi stesa un'emulsione fotografica in bianco e nero.

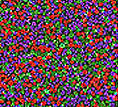
I granelli di fecola colorati in una lastra Autochrome (foto ingrandita)

La lastra veniva esposta dal lato del supporto e sviluppata. Poiché l'immagine così ottenuta era un negativo a colori complementari, la lastra veniva poi sottoposta a un procedimento d'inversione, in modo da ottenere un'immagine positiva. L'inversione veniva generalmente ottenuta dapprima eliminando le zone esposte dell'emulsione (quelle che dopo lo sviluppo apparivano nere), poi riesponendo la lastra, stavolta dal lato dell'emulsione, in modo da impressionare l'emulsione rimasta, e infine sviluppando di nuovo. L'immagine ottenuta, osservata da vicino, appariva come un quadro puntinista in cui i colori erano ottenuti per sintesi additiva spaziale dai tre colori primari verde, blu-violetto e arancione.

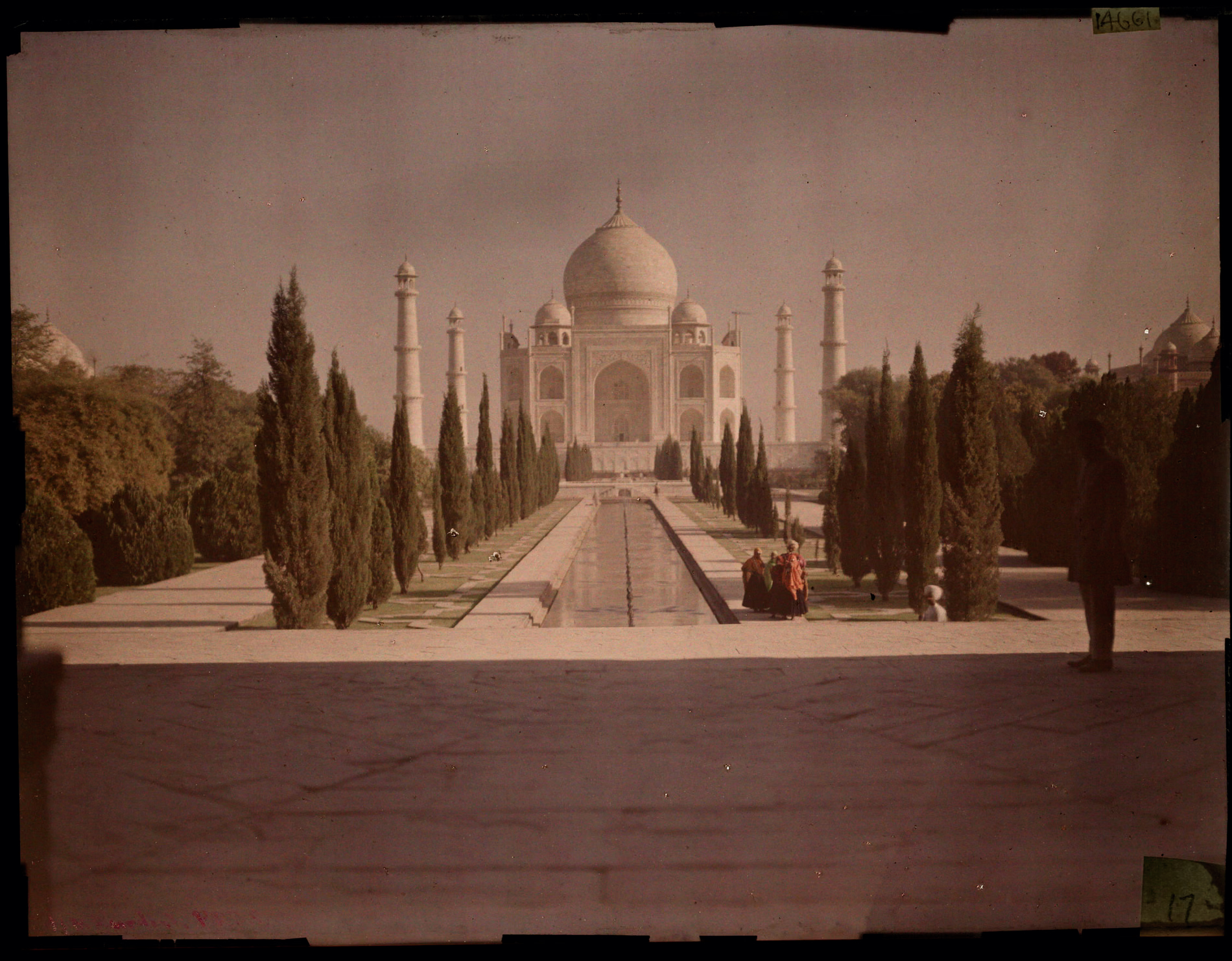
Autocromia del Taj Mahal riprodotta in The National Geographic Magazine, marzo 1921

Benché quello descritto sia il procedimento di autocromia che fu generalmente adottato, nel brevetto statunitense della ditta Lumière del 1906 è descritto un procedimento leggermente diverso. I granelli di fecola erano colorati in giallo, rosso e blu. Sul supporto di vetro veniva steso uno strato di granelli giustapposti (senza riempire con nerofumo gli interstizi) e su questo strato ne veniva poi steso un secondo, sempre di granelli giustapposti. Infine veniva stesa l'emulsione in bianco e nero. Dopo lo sviluppo e l'inversione, i colori erano ottenuti per sintesi additiva di sei colori primari: giallo, rosso, blu, verde, blu-violetto e arancione (gli ultimi tre apparivano nelle zone in cui due granelli di fecola di due colori diversi si sovrapponevano).

## Le versioni su pellicola
Il procedimento Autochrome continuò a far uso di lastre di vetro fino agli anni '30, quando venne velocemente soppiantato dalle versioni su pellicola: il Lumière Filmcolor, su pellicola piana, nel 1931, e il Lumicolor, su pellicola in rullo, nel 1933. Il successo fu però di breve durata, perché il Kodachrome e l'Agfacolor erano ormai alle porte. Il sistema rimase però vivo ancora per anni grazie a diversi appassionati, soprattutto francesi: la produzione dell'ultima versione, l'Alticolor, iniziata nel 1952, cessò nel 1955.

## Importanti collezioni di autocromie
Una delle più grandi collezioni di autocromie è quella realizzata fra il 1909 e il 1931 dal già citato banchiere e filantropo francese Albert Kahn. Le 72.000 lastre, che documentano la vita dell'epoca in 50 paesi, sono ospitate nel Musée départemental Albert-Kahn, a Boulogne-Billancourt.
La National Geographic Society ha fatto un grande uso delle lastre Autochrome per più di vent'anni. Diverse centinaia di lastre originali sono tuttora conservate negli archivi della società.

## Fotografi che usarono l'autocromia
Quella che segue è una lista (non esaustiva) di celebri fotografi che fecero uso delle autocromie per una parte importante della loro produzione:
- Sarah Angelina Acland
- Louise Deglane
- Jules Gervais-Courtellemont
- Arnold Genthe
- Léon Gimpel
- Jacques-Henri Lartigue
- Antonin Personnaz
- Jean-Baptiste Tournassoud
- Eugène Trutat
- Gabriel Veyre
- Fernand Cuville
- Eugène Druet
- John Cimon Warburg
- Fotografi che crearono Les archives de la planète